# José Garcia Neto
José Garcia Neto (Rosário do Catete, 1º de junho de 1922 – Cuiabá, 19 de novembro de 2009) foi um engenheiro civil, professor e político brasileiro natural de Sergipe mas com atuação política em Mato Grosso, estado onde foi governador.

## Biografia

Em 1974

Filho de Antônio Garcia Sobrinho e Antônia Menezes Garcia. Engenheiro Civil formado em 1944 na Escola Politécnica da Universidade Federal da Bahia. Em Sergipe dirigiu o Departamento de Estradas e Rodagem (DER) e também o Departamento de Saneamento. Lotado no Ministério da Fazenda, migrou para Mato Grosso e lecionou na Escola Técnica de Cuiabá, foi sócio de uma construtora e diretor do Departamento de Obras.
Eleito prefeito de Cuiabá pela UDN em 1954 exerceu cumulativamente a presidência da Associação dos Municípios da Amazônia Mato-Grossense e em 1960 foi eleito vice-governador do estado na chapa de Correia da Costa para um mandato de cinco anos. Filiado a ARENA foi eleito deputado federal em 1966 e 1970. Indicado governador de Mato Grosso em 1974 pelo presidente Ernesto Geisel, em sua estadia no Palácio Paiaguás foi sancionada a lei criando o estado de Mato Grosso do Sul. Em 1978 entregou o governo a Cássio de Barros e foi candidato a senador, mas figurou apenas como primeiro suplente de Benedito Canelas ao final da apuração. Após uma breve passagem pelo PP disputou o mesmo cargo em 1982 pelo PMDB, mas foi derrotado pelo candidato do PDS, Roberto Campos.
Nomeado diretor das Centrais Elétricas do Norte do Brasil S/A (Eletronorte) em 1983 permaneceu na companhia por cinco anos até deixar o cargo e também o PMDB retornando à iniciativa privada. Faleceu em novembro de 2009 vítima de um acidente vascular cerebral.